# Empresa derivada
Una empresa derivada, escindida o segregada (en inglés, spin-off) es una empresa nacida a partir de otra mediante la separación de una división subsidiaria o departamento de la empresa para convertirse en una empresa por sí misma. Otras son creadas a partir de la innovación u oportunidades surgidas en ambientes universitarios.
Las empresas derivadas incluyen:
- Una rama diversificada de una compañía más grande. Por lo general los accionistas de la empresa matriz o madre, reciben acciones de la nueva compañía en la misma proporción, de modo que la propiedad del holding permanece inalterable.
- Una empresa nueva formada por miembros de un centro de investigación, como puede ser una universidad. La finalidad es la transferencia de conocimiento con un ámbito de aplicación ideal para el sector I+D, por lo que gracias a esto ofrece a los investigadores la posibilidad de llevar a la práctica empresarial sus proyectos.